# Narodno kazalište Toša Jovanović
Narodno kazalište "Toša Jovanović" (srp. Народно Позориште "Тоша Јовановић") je kazališna ustanova u Zrenjaninu, Srbija. Zove se prema poznatom srpskom kazališnom glumcu Toši Jovanoviću koji je živio u Zrenjaninu u 19. stoljeću. 
Ustanova je smještena u baroknoj zgradi sagrađenoj 1836. godine na Trgu slobode 7. Najstarija je kazališna zgrada u Srbiji. Kazališna ustanova osnovana je 1946. i prva je profesionalna kazališna ustanova u Zrenjaninu. Lutkarsko kazalište djeluje od 1956. godine. Zgrada lutkarskog kazališta izgorjela je u požaru 1978. godine, nakon čega je lutkarsko kazalište preselilo u zgradu u kojoj djeluje dramsko kazalište. Nakon obnove 1985. godine, kazališna je dvorana opet dobila izvorni barokni izgled. Može primiti 314 gledatelja.

## Vanjske poveznice
- Službene stranice

### Sestrinski projekti
|  | Zajednički poslužitelj ima još gradiva o temi Narodno kazalište Toša Jovanović |